# Lobotomy Software
Pour les articles homonymes, voir Lobotomy et Lobotomy Inc..
Lobotomy Software est une entreprise américaine de développement de jeux vidéo fondée en 1993.
Elle est connue pour avoir réalisé le jeu Exhumed et les portages de Duke Nukem 3D et Quake sur Saturn.

## Histoire
En 1993, d'anciens membres de Nintendo of America et de Manley & Associates (en) se réunissent pour former Lobotomy Software,, les premiers s'occupant de la partie créative et les seconds de la division technique. D'abord installés, durant quelques mois, dans l'appartement du cofondateur Paul Lange,, ils établissent leurs bureaux à Redmond, dans l'État de Washington (États-Unis). Ils commencent à travailler sur une démo d'un jeu de boxe similaire à Punch Out!!, destiné à la Super Nintendo mais qui ne verra jamais le jour, faute d'éditeur. Après plusieurs années de démonstrations, Lobotomy Software entreprend en mai 1995 de réaliser un jeu à la première personne pour PC, se déroulant en Égypte. Ce jeu, initialement appelé Ruins et dont le développement aboutira sur un contrat avec BMG Interactive pour une version sur Sega Saturn puis sur PlayStation, deviendra Exhumed, leur premier jeu original.
Peu de temps après la sortie d'Exhumed, Sega obtient les droits de GT Interactive pour un portage de Duke Nukem 3D sur Saturn. Il est d'abord envisagé que le studio Eurocom le développe, mais c'est finalement Lobotomy Software qui sera retenu,. Dans le même temps, un portage de Quake, toujours sur Saturn, est annoncé par GT Interactive, avant que celle-ci ne change d'avis ; Sega confirme néanmoins la sortie du jeu.
Les portages de Duke Nukem 3D et Quake sur Saturn ont tous deux bénéficié du moteur SlaveDriver, lequel avait été créé pour la version console d'Exhumed ; ils ont été très bien accueillis lors de leur sortie. Lobotomy Software a également développé une version de Quake pour PlayStation mais n'a pas trouvé d'éditeur ; le jeu n'est donc jamais sorti sur cette console, causant des pertes financières importantes à la société.

## Postérité
En 1998, Lobotomy Software a été acquis par Crave Entertainment et renommé Lobotomy Studios. L'équipe a commencé à travailler sur un jeu de Caesar's Palace pour la Nintendo 64 mais après un an de développement, le jeu a été reporté et finalement annulé. Lobotomy Studios a alors fermé ses portes et les employés ont soit été licenciés, soit eu la possibilité d'intégrer un autre poste au sein de Crave Entertainment.
Avant la fermeture de ses portes, le studio avait envisagé de donner une suite à Exhumed, utilisant un moteur de jeu différent et portant le nom de PowerSlave 2 ; cette fois, il était censé être un jeu de tir à la troisième personne.

## Liste de jeux
1996
- Exhumed (Saturn, PC)
- Death Tank (Saturn)

1997
- Exhumed (PlayStation)
- Duke Nukem 3D (portage Saturn)
- Quake (portage Saturn)
- Death Tank Zwei (Saturn)